# S/2004 S 6
S/2004 S 6 é a designação provisória de um objeto empoeirado visto orbitando Saturno muito perto do Anel F. Não é claro se ele é apenas um amontoado de poeira, ou se há um corpo sólido no núcleo.
S/2004 S 6 foi descoberto a partir de imagens tiradas pela sonda Cassini-Huygens em 28 de outubro de 2004 e anunciado em 8 de novembro daquele ano. Ele parece ser o objeto mais observado dessa região com pelo menos cinco avistamentos prováveis. Em comparação, dois objetos na região do anel F (S/2004 S 3 e S/2004 S 4) que foram vistos pela primeira vez em junho de 2004 não foram recuperados com nenhuma confiança. No entanto, ainda não se sabe se há um núcleo sólido em S/2004 S 6 ou se o objeto é apenas um amontoado de poeira que vai se dissipar em uma escala de tempo de anos. Uma sequência de imagens cobrindo um período orbital inteiro com resolução de 4 km tirada em 15 de novembro de 2004 falhou em recuperá-lo. As condições de iluminação em S/2004 S 6 estavam diferentes durante as observações, com a descoberta sendo feita quando a região estava iluminada pelo Sol. Uma sugestão para a ausência do objeto em novembro de 2005 é que sua visibilidade é primariamente de devido a uma nuvem difusa de poeira que é muito mais brilhante nas condições da descoberta, e que o núcleo sólido (se existir) é pequeno.
Evidências adicionais vieram em 2008, quando cálculos mostraram que um corpo como S/2004 S 6 é necessário para explicar as dinâmicas do anel F.